# Faluya: La Masacre Escondida
Faluya: La Masacre Escondida es una película documental de Sigfrido Ranucci y Maurizio Torrealta que fue televisado por primera vez por la compañía estatal Radio Televisión Italiana RAI el 8 de noviembre de 2005. El filme documenta el uso de armas y asegura que son armas químicas. Particularmente se centra en el uso de bombas incendiarias, y denuncia el uso de violencia indiscriminada contra civiles y niños por las fuerzas militares de los Estados Unidos en la ciudad iraquí de Faluya durante la ofensiva o Toma de Faluya en el 2004.
Las ideas centrales de la película son:
- Establecer el caso de crímenes de guerra contra civiles cometidos por los Estados Unidos.
- Documentar la evidencia del uso de armas químicas por los militares de Estados Unidos.
- Documentar otros abusos de los derechos humanos por las fuerzas estadounidenses en Irak.

## Crímenes de Guerra
El tema principal de la película es el establecimiento del caso de crímenes de guerra cometidos por los Estados Unidos en la ofensiva militar contra Faluya. La película documenta el uso, por las fuerzas estadounidenses, de fósforo blanco y otra sustancia similar al Napalm, como es Mark-77.
Presentación de entrevistas con exmilitares que estuvieron directamente involucrados en la Toma de Faluya para respaldar el caso, al mismo tiempo que los reporteros que están presentes en Irak discuten los intentos del ejército estadounidense para suprimir las noticias usando medios encubiertos.

## Armas químicas
El uso de NAPALM y de agentes similares contra civiles y contra fuerzas militares en la cercanía de civiles fue prohibido por las Naciones Unidas en 1980. Una característica de este tipo de armas es que hieren y matan indiscriminadamente y tienen un área de efecto amplia. Municiones que contienen fósforo arden en contacto con el oxígeno, agua y material orgánico e incineran el tejido humano hasta dejar el hueso limpio sin destruir la ropa.
El documental incluye tomas visuales del momento en que las armas son disparadas desde los helicópteros hacia las áreas urbanas, así como también filmaciones de las bajas ocasionadas por estas armas las cuales incluyen mujeres y niños. El director presenta una entrevista con el exsoldado Jeff Englehart de Colorado quien habla sobre el uso de bombas de fósforo, que los militares llaman Willy Pete (código para WP- White Phosporous, las iniciales de fósforo blanco en inglés) y describe la ofensiva como llanamente una matanza de árabes.

## Violencia indiscriminada
La película alega que civiles iraquíes, incluidos mujeres y niños, murieron por quemaduras causadas por fósforo blanco durante la ofensiva de Faluya como parte de su campaña. Jeff Englehart describió a WP como disperso en una nube que "mata indiscriminadamente" dentro de un área grande, "todo ser humano o animal". Garret Reppenhagen, también de Colorado, afirmó que las muertes de civiles eran comunes. Describió un caso en el que mataron a civiles con "disparos de ametralladoras" cuando escapaban en un automóvil que se le acercaba.
El ejército de los EE. UU. Respondió afirmando que avisaron a los civiles con varios días de anticipación sobre el asalto y los instaron a evacuar la ciudad. Esto se hizo a través de altavoces y volantes lanzados desde un helicóptero. Sin embargo, se impidió que los hombres en "edad de luchar" abandonaran la ciudad, numerosas mujeres y niños también se quedaron atrás, y un corresponsal de The Guardian estimó que entre 30.000 y 50.000 civiles todavía estaban en la ciudad cuando ocurrió el asalto.
El 16 de noviembre de 2005, el portavoz del Pentágono, el teniente coronel Barry Venable, dijo que "las sugerencias de que las fuerzas estadounidenses atacaron a civiles con estas armas son simplemente erróneas", pero tuvo que admitir al Financial Times que "no estaría fuera del ámbito de la la posibilidad" de que el fósforo blanco también matara a civiles.